# 高屋駅
高屋駅（たかやえき）は、山形県最上郡戸沢村大字古口字高屋にある、東日本旅客鉄道（JR東日本）陸羽西線の駅である。
陸羽西線は2022年（令和4年）5月より列車の運行を休止、バス代行を行っており、当駅も休止駅となっている。代行バスについては「陸羽西線#バス代行輸送」を参照。

## 歴史
- 1920年（大正9年）1月12日：官設鉄道（のちに日本国有鉄道）陸羽西線の高屋信号場として開設[3]。
- 1950年（昭和25年）1月17日：旅客扱いを開始（区間制限あり）[新聞 1]。
- 1952年（昭和27年）2月15日：駅に昇格。高屋駅として開業[4]。
- 1984年（昭和59年）2月1日：荷物の扱いを廃止[3]。
- 1986年（昭和61年）11月1日：駅員無配置駅となり[5]、簡易委託化[新聞 2]。
- 1987年（昭和62年）4月1日：国鉄分割民営化により、東日本旅客鉄道（JR東日本）の駅となる[3]。
- 2003年（平成15年）3月29日：簡易委託を解除し、完全な無人駅となる。
- 2009年（平成21年）3月29日：駅舎を改築[2][6]。
- 2022年（令和4年）5月14日：地域高規格道路新庄酒田道路を構成する高屋道路の（仮称）高屋トンネル建設関連工事に伴う陸羽西線の列車運行休止に伴い、鉄道駅としての営業を休止する[報道 1]。代行バスのりばは国道47号線沿いに設置[7][報道 1]。
- 2024年（令和6年）10月1日：えきねっとQチケのサービスを開始[1][報道 2]。

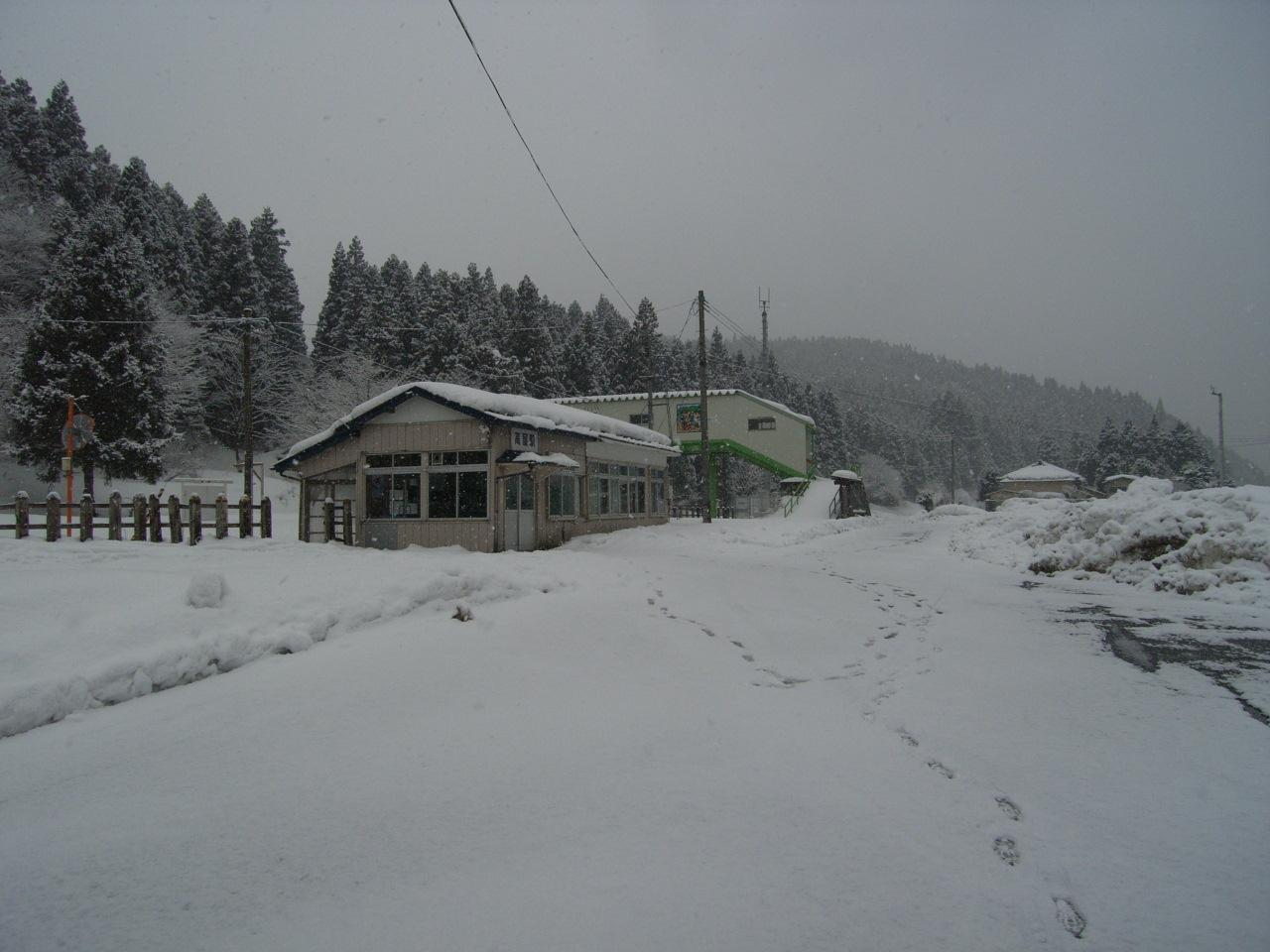
旧駅舎（2007年3月）
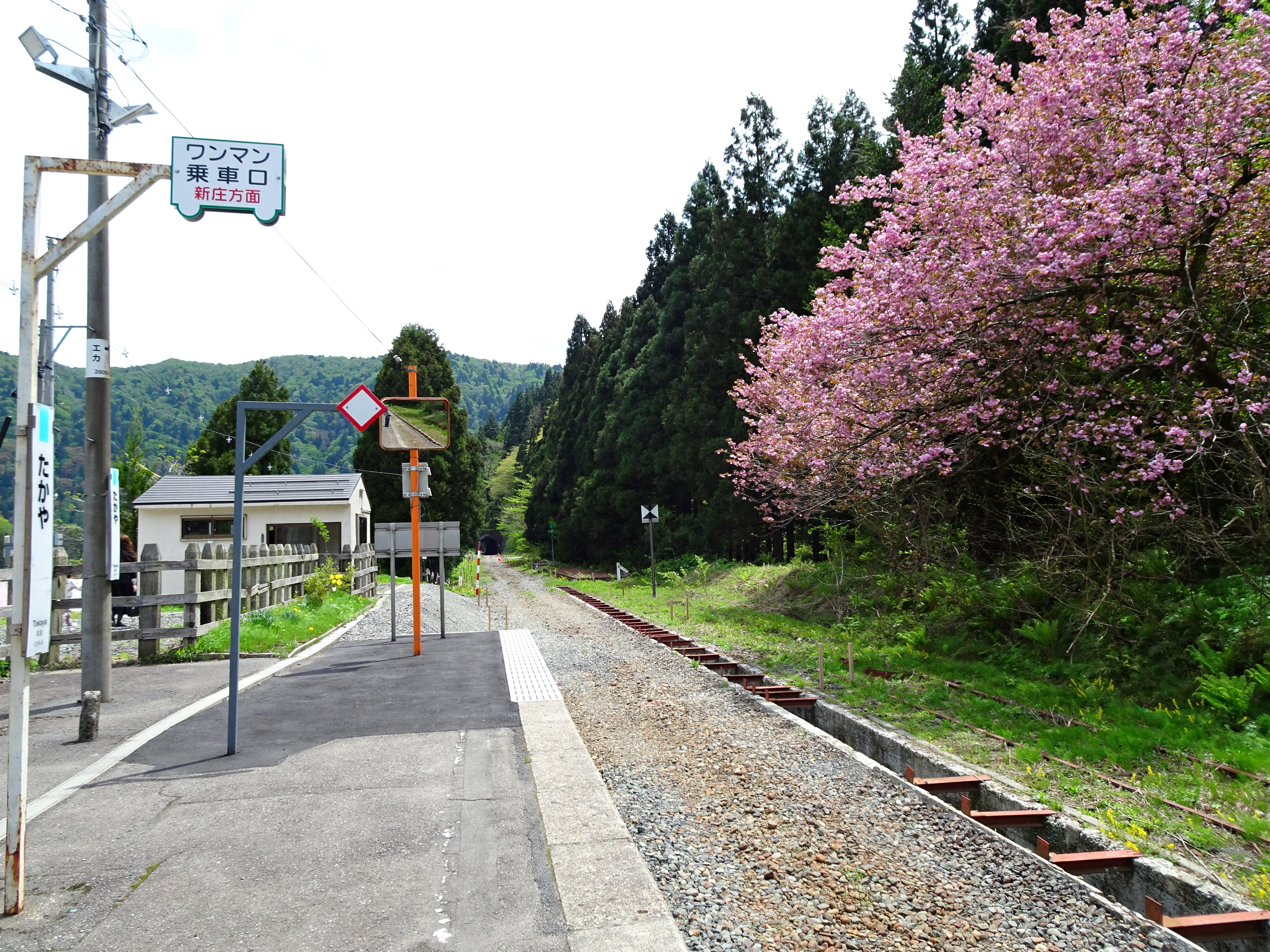
レールが撤去されている高屋駅構内（2025年5月）

## 駅構造
単式ホーム1面1線を有する地上駅である。かつては相対式ホーム2面2線であったが、1線が撤去された。古くて小さな駅舎が残っていたが、2009年（平成21年）に簡易な木造プレハブ待合室に建て替えられた。
2003年（平成15年）に簡易委託が解除され、完全な無人駅となった。新庄統括センター（新庄駅）が管理している。

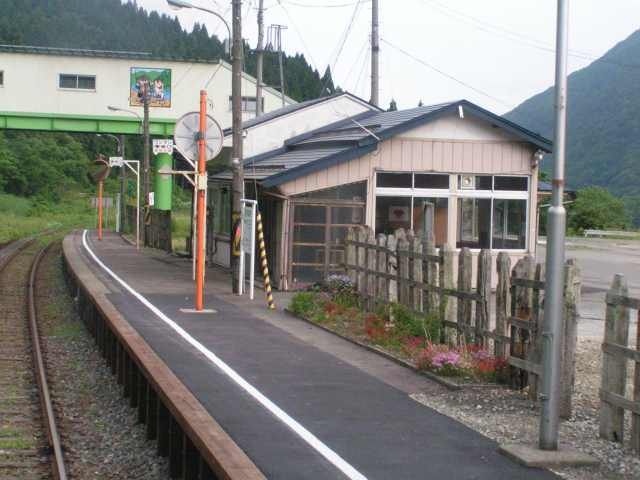
ホーム（2006年6月）

## 利用状況
JR東日本および「山形県の鉄道輸送」によると、2000年度（平成12年度）- 2004年度（平成16年度）の1日平均乗車人員の推移は以下のとおりであった。
| 乗車人員推移       | 乗車人員推移     | 乗車人員推移 |
| 年度               | 1日平均 乗車人員 | 出典         |
| ------------------ | ---------------- | ------------ |
| 2000年（平成12年） | 6                | [ 8 ]        |
| 2001年（平成13年） | 8                | [ 9 ]        |
| 2002年（平成14年） | 6                | [ 10 ]       |
| 2003年（平成15年） | 3                | [ 10 ]       |
| 2004年（平成16年） | 3                | [ 10 ]       |

## 駅周辺
駅舎脇から南西側に跨線橋が山の方までにかかっている。駅北東側はすぐに最上川である。

## 隣の駅
東日本旅客鉄道（JR東日本）
■陸羽西線
古口駅 - 高屋駅 - 清川駅

### 報道発表資料
1. 1 2 3  「国土交通省による「（仮称）高屋トンネル」の施工に伴う陸羽西線全線の運転取りやめとバスによる代行輸送のお知らせ (PDF)」（プレスリリース）、東日本旅客鉄道仙台支社、2022年3月24日。2022年5月13日閲覧。
2. ↑  「Suicaエリア外もチケットレスで! 東北エリアから「えきねっとQチケ」がはじまります (PDF)」（プレスリリース）、東日本旅客鉄道、2024年7月11日。2024年8月11日閲覧。

### 新聞記事
1. ↑  『読売新聞』読売新聞社、1950年1月15日、山形読売。
2. ↑  「22駅の業務近代化 秋鉄、11月から簡易委託へ」『交通新聞』交通協力会、1986年5月28日、1面。